# Gamma del Bover
Gamma del Bover (γ Bootis) és un estel binari, el quart estel més brillant de la constel·lació de Bover amb magnitud aparent +3,04, sent superada per Arcturus (α Bootis), Izar (ε Bootis) i Eta del Bover). El nom del seu component principal, i nom tradicional del sistema, és Seginus, que ve de la llatinització d'una forma àrab del nom grec de la constel·lació, Theguius. Un altre nom que rep aquest estel, Haris, prové del nom àrab de la constel·lació, Al Haris Al Sama, que significa «el guarda».
A una distància de 85 anys llum del sistema solar, Gamma del Bover és un estel gegant blanc de tipus espectral A7III amb una temperatura superficial de 7600 K i una lluminositat 34 vegades major que el Sol. Les gegantes blanques mai són tan grans com les gegants de tipus espectrals tardans -K i M-, doncs estan començant a expandir-se i només més endavant es convertiran en estels veritablement grans. Així, el radi de Seginus és 3,5 vegades major que el radi solar, lluny de la grandària de les gegantes més fredes. És, a més, una variable Delta Scuti, amb petites variacions en la seva lluentor de 0,05 magnituds amb un període de 6,97 hores.
Gamma del Bover és un estel binari, estant la seva companya separada només 0,07 segons d'arc, la qual cosa correspon a una separació real de 1,8 UA. Un tercer estel, a uns 30 segons d'arc, no està gravitacionalment unit a ells.